# Mapamundi de Ptolemeu

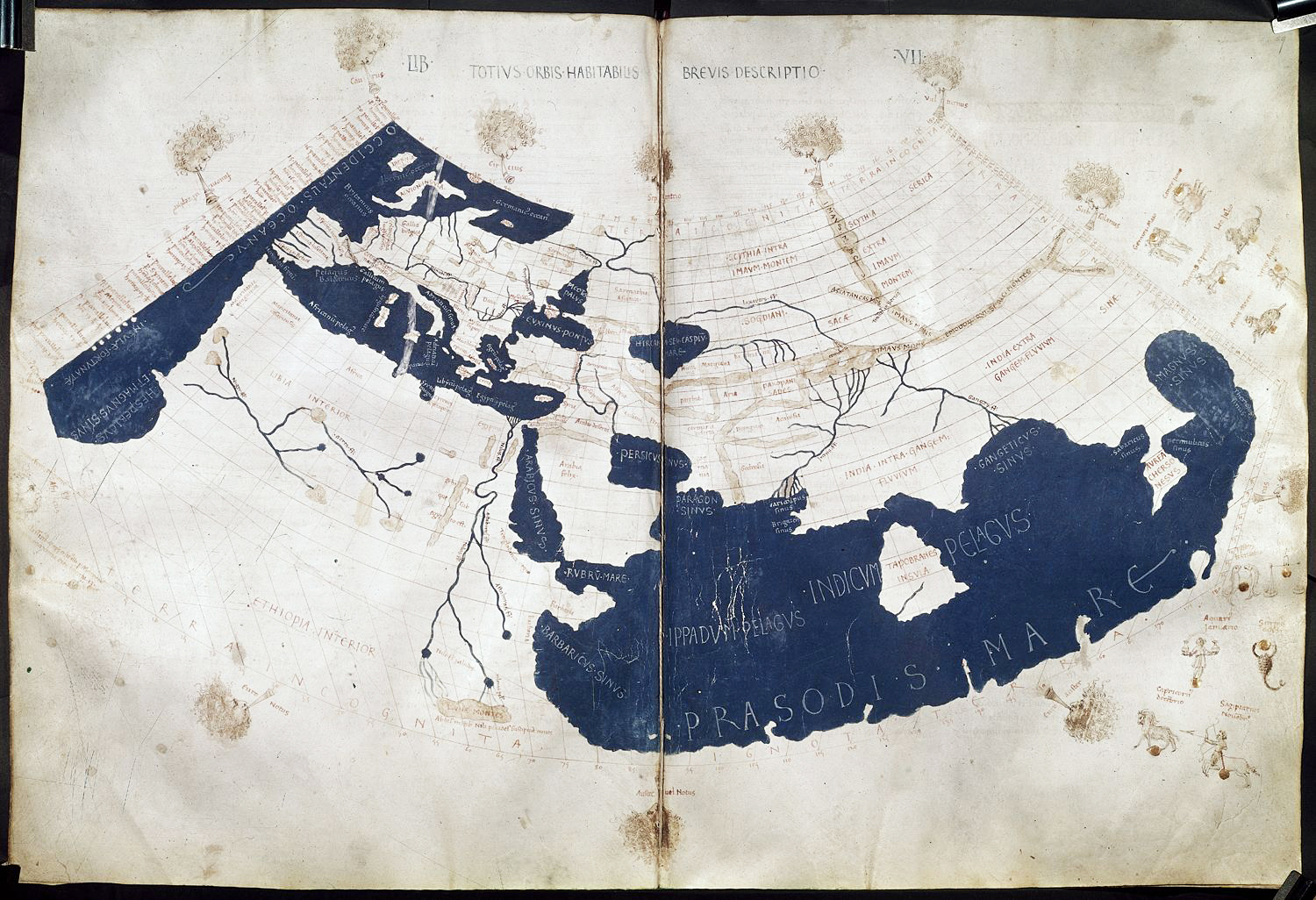
El mapamundi de Ptolemeu, reconstruït a partir del Geographia del geògraf (circa 150) durant el, on es pot observar Sina (Xina) a l'extrem dret, més enllà de l'illa de Taprobane (Sri Lanka, de mida descomunal) i la Aurea Chersonesus (la península del sud-est asiàtic).

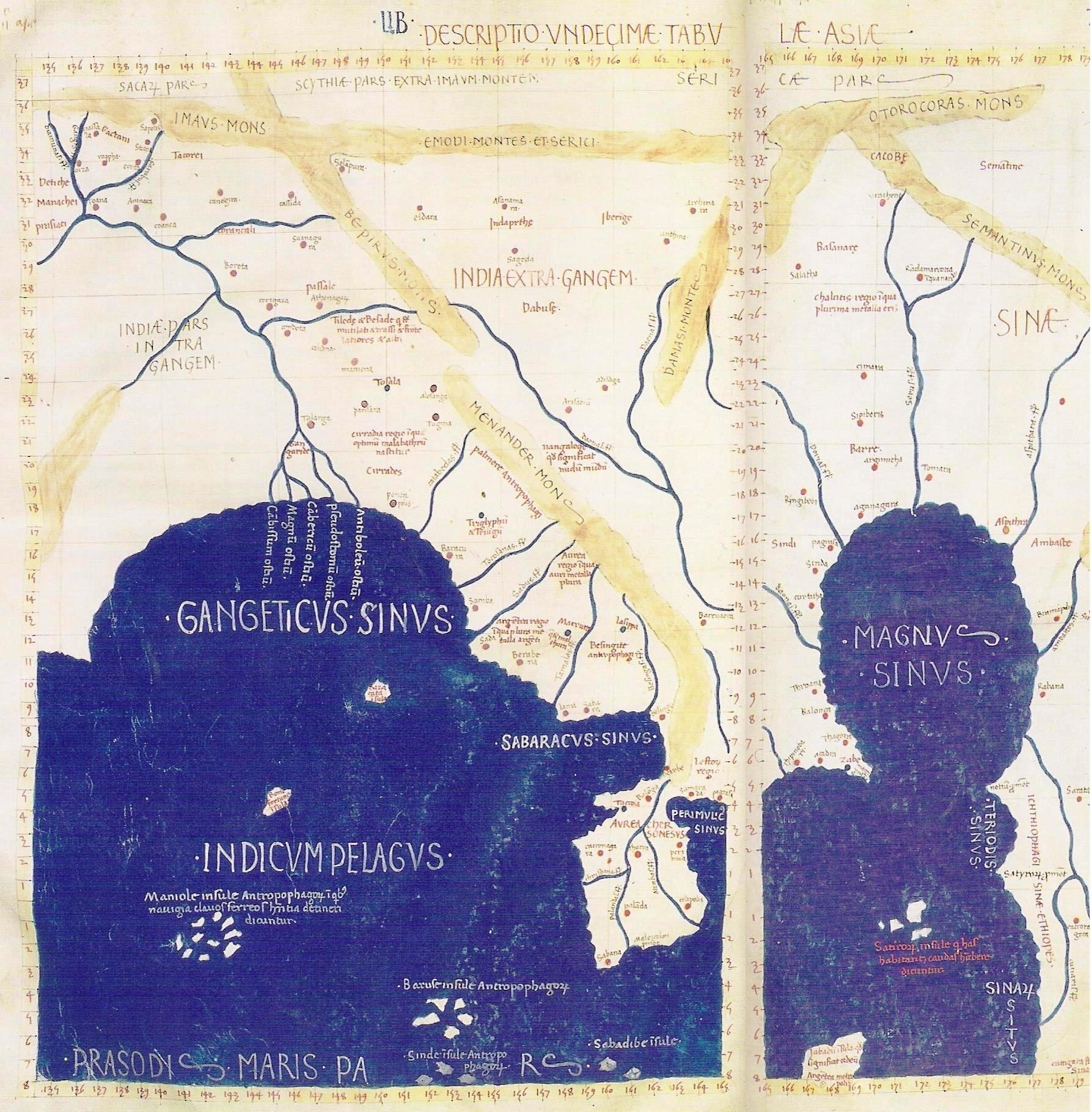
Detall de l'est i Sud-est Asiàtic pertanyent al mapamundi de Ptolemeu, amb el golf de l'Ganges (Badia de Bengala) a l'esquerra, la península del sud-est asiàtic al centre, i el mar de la Xina Meridional a la dreta, a més de Sina (Xina).

El mapamundi de Ptolemeu és un mapa del món conegut per la societat occidental en el segle II després de Crist. Es basa en les descripcions pertanyents a la  Geographia  de Ptolemeu, escrita al voltant de l'any 150. Tot i que mai es van trobar mapes confeccionats pel geògraf grec, la  Geographia  conté milers de referències a diferents parts del vell món i fins i tot coordenades de diverses d'elles, el que va permetre que els cartògrafs reconstruïssin la visió del món de Ptolemeu quan el manuscrit va ser redescobert a prop de l'any 1300.
L'aportació més important de Ptolemeu i els seus mapes possiblement és el primer ús de línies longitudinals i latitudinals, així com l'especificació de llocs terrestres mitjançant observacions de l'esfera celeste. Quan el seu Geographia va ser traduïda del grec a l'àrab al segle ix i posteriorment, al llatí a Europa Occidental al començament del segle xv, la noció d'un sistema de coordenades global va revolucionar el pensament geogràfic de l'islam i l'Europa medievals, i dipositar les seves bases científiques i numèriques.

## Contingut
El mapa diferencia dos grans mars tancats: el primer es tracta del mar Mediterrani i el segon és l'oceà Índic (Indicum Pelagus), que s'estén fins al mar de la Xina Meridional (Magnus Sinus) a l'est. Els principals llocs geogràfics són Europa, l'Orient Mitjà, Índia i una Sri Lanka (Taprobane) massa gran, la península del sud-est asiàtic (Aurea Chersonesus o "península daurada"), i Xina (Sina).
La Geographia i els mapes derivats d'ella probablement hagin tingut un paper important durant l'expansió de l'Imperi Romà cap a l'est. El comerç a l'oceà Índic va ser intens des del segle ii, i s'han identificat diversos ports comercials romans a l'Índia. Des d'aquells ports, els romans haurien establert ambaixades a la Xina, les quals apareixen en documents històrics xinesos aproximadament a partir de l'any 166.
L'historiador danès Gudmund Schütte va intentar reconstruir la secció corresponent a Dinamarca del mapamundi de Ptolemeu. Aquest treball derivat inclou els noms de diversos llocs i tribus que poden traduir-se als seus equivalents contemporanis. El tret més destacat del mapa és Jutlàndia, situada al nord de l'Albis Treva, a l'oest del Saxonôn Nesôi (arxipèlag), i a l'est del Skandiai Nêsoi, que al seu torn és a l'oest d'una gran illa, Skandia. Al nord de Jutlàndia hi ha un tercer arxipèlag: Alokiai Nêsoi. Al sud de l'Albis estan assentats els lakkobardoi i al nord, els saxons. La costa occidental de Jutlàndia hi ha als sigulônes, els sabaliggio, els kobandoi, els eundusioi  i els kimbroi (possiblement, els cintres). L'àrea central i oriental està ocupada pels kimbrikê (possiblement, els cintres), els chersonesos i els charoudes.

## Galeria

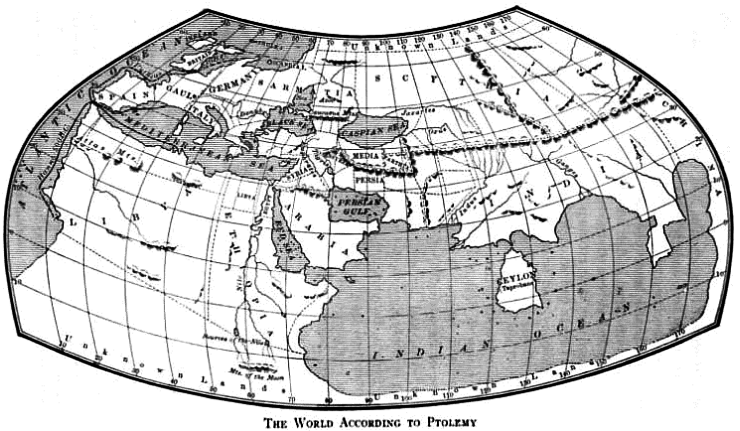